# Sewelleladon predontia
Sewelleladon predontia és una espècie de mamífer rosegador extint de la família dels aplodòntids, que actualment només conté una espècie vivent, el castor de muntanya. Visqué a Nord-amèrica durant el Miocè. Era un animal herbívor.